# Tetsuo Satō
Tetsuo Satō, född 12 mars 1949 i Fukushima prefektur, är en japansk före detta volleybollspelare.
Satō blev olympisk guldmedaljör i volleyboll vid sommarspelen 1972 i München.